# Streptanus strejceki
Streptanus strejceki är en insektsart som beskrevs av Dlabola 1984. Streptanus strejceki ingår i släktet Streptanus och familjen dvärgstritar. Inga underarter finns listade i Catalogue of Life.